# Gaijin Entertainment
Gaijin Entertainment là một hãng phát triển và phát hành trò chơi điện tử Hungary có trụ sở tại Budapest. Công ty nổi tiếng với những tựa game War Thunder, Crossout, Star Conflict, CRSED: Cuisine Royale (tên cũ là Cuisine Royale và CRSED: F.O.A.D.) và Enlisted.

## Lịch sử
Gaijin Entertainment được Anton và Kirill Yudintsev thành lập vào năm 2002 tại Nga, với dự án lớn đầu tiên là tựa game đua xe Adrenaline trên PC. Sau khi ra mắt thành công War Thunder vào năm 2012, họ đã thành lập một văn phòng ở Đức để quản lý hoạt động tiếp thị và vận hành toàn cầu. Công ty đã chuyển hoạt động kinh doanh phân phối từ Moscow đến Budapest vào khoảng năm 2015, và trụ sở phát triển của họ cũng di dời ngay sau đó. Tập đoàn Gaijin Entertainment đã tạo ra 2,6% tổng lợi nhuận của ngành Công nghiệp phần mềm Hungary vào năm 2020.
Hiện tại, tất cả các tựa game trực tuyến của Gaijin đều được vận hành ở Đức, Síp và Hungary, trong khi quá trình phát triển nằm rải rác khắp Châu Âu. Công ty hiện có tổng cộng sáu văn phòng: tại Karlsruhe (Đức), Larnaca (Síp), Budapest (Hungary), Riga (Latvia), Dubai (UAE) và Yerevan (Armenia). Công ty có khoảng 200 nhân viên làm việc tại những văn phòng này, trong đó có 60 người làm việc tại trụ sở chính ở Hungary.
Dù trước đó đã sản xuất một số tựa game chơi đơn vào những năm 2000, Gaijin hiện đang tập trung vào các tựa game trực tuyến miễn phí. Theo László Perneky, lập trình viên chính của Gaijin, "Những người có quyền quyết định dự án tại công ty phần lớn đều thích chơi những tựa game nhiều người chơi".
Tên của Gaijin Entertainment bắt nguồn từ một từ tiếng Nhật có nghĩa là người nước ngoài. Theo Anton Yudintsev, ông mang hoài bão được thâm nhập thị trường Nhật Bản vào một ngày không xa, đồng thời vẫn giữ nguyên truyền thống là một công ty Châu Âu và chấp nhận vị thế người nước ngoài của họ tại đó. Gaijin thực tế đã thâm nhập vào thị trường Nhật Bản với đợt phát hành tựa game hành động theo phong cách anime X-Blades vào năm 2009.

## Danh mục Game
| Game                                              | Nhà phát triển    | Năm phát hành | Mô tả | Nền tảng                                                                                        |
| Bumer: Sorvannye bashni [ru]                      | Gaijin            | 2003          | Game dựa trên bộ phim Bimmer (2003)                                                                                 | Windows                                                                                         |
| Adrenaline                                        | Gaijin            | 2005          | "Adrenaline là tựa game kết hợp thành công giữa thể loại đua xe gay cấn và mô phỏng quản lý kinh tế."               | Windows                                                                                         |
| X-Blades                                          | Gaijin            | 2009          | Game chủ đề kỳ ảo.                                                                                                  | Windows, PS3, Xbox 360                                                                          |
| IL-2 Sturmovik: Birds of Prey                     | Gaijin            | 2009          | Game mô phỏng không chiến chủ đề Thế chiến II.                                                                      | Windows, PS3, Xbox 360                                                                          |
| Anarchy: Rush Hour                                | Gaijin            | 2010          | Game đua xe kiểu game thùng.                                                                                        | PS3                                                                                             |
| Modern Conflict                                   | Gaijin            | 2010          | Game chiến thuật thời gian thực trên nền tảng di động.                                                              | iOS, Android                                                                                    |
| Apache: Air Assault                               | Gaijin            | 2010          | Game mô phỏng không chiến dựa trên máy bay trực thăng chiến đấu Apache AH-64D Longbow.                              | Windows, PS3, Xbox 360                                                                          |
| Braveheart                                        | Gaijin            | 2010          | Game nhập vai hành động.                                                                                            | iOS                                                                                             |
| Blades of Time                                    | Gaijin            | 2012          | Game tiếp nối tinh thần của X-Blades, giới thiệu bối cảnh u ám hơn và khí sắc chân thực hơn.                        | Windows, macOS, PS3, Xbox 360, Nintendo Switch                                                  |
| Birds of Steel                                    | Gaijin            | 2012          | Game mô phỏng không chiến chủ đề Thế chiến II.                                                                      | PS3, Xbox 360                                                                                   |
| Star Conflict                                     | Star Gem.         | 2012          | MMO mô phỏng bay trong vũ trụ.                                                                                      | Windows, macOS, Linux, SteamOS                                                                  |
| War Thunder                                       | Gaijin            | 2013          | MMO mô phỏng phương tiện trên không, mặt đất và hải quân của thế kỷ 20 và 21.                                       | Windows, macOS, Linux, PS4, Xbox One, Shield Android TV(ngừng phát triển), PS5, Xbox Series X/S |
| Skydive: Proximity Flight                         | Gaijin            | 2013          | Mô phỏng bay bộ áo cánh.                                                                                            | PS3, Xbox 360                                                                                   |
| Crossout                                          | Targem Games      | 2016          | Game MMO giao chiến bằng xe hiện đang trong giai đoạn open beta. Tựa game đã được phát hành dưới dạng truy cập sớm. | Windows, PS4, Xbox One, PS5, Xbox Series X/S                                                    |
| CRSED: Cuisine Royale                             | DarkFlow Software | 2018          | Battle Royale | Windows, Linux, PS4, Xbox One, PS5, Xbox Series X/S, Nintendo Switch                            |
| Enlisted                                          | DarkFlow Software | 2020          | Game bắn súng góc nhìn thứ nhất bối cảnh Thế chiến II.                                                              | Windows, PS4, Xbox One, Xbox Series X/S, PS5                                                    |
| Crossout Mobile                                   | Targem Games      | 2022          | Game phái sinh nền tảng di động của Crossout, một tựa game MMO giao chiến bằng xe.                                  | iOS, Android                                                                                    |
| War Thunder Edge (tên khác là War Thunder Mobile) | Gaijin            | 2023          | MMO mô phỏng phương tiện trên không, mặt đất và hải quân của thế kỷ 20 và 21                                        | iOS, Android                                                                                    |
| Modern Warships (phiên bản PC)                    | Artstorm          | 2023          | MMO tàu chiến hiện đại và tương lai                                                                                 | Windows, iOS, Android                                                                           |

## Dagor Engine
Dagor Engine là một công cụ phát triển game mã nguồn mở được Gaijin Entertainment sử dụng trong War Thunder, Enlisted, CRSED: F.O.A.D. và những tựa game khác. Công cụ có nguồn mở theo giấy phép BSD-3 vào năm 2023. Văn phòng Hungary của Gaijin chịu trách nhiệm phát triển thêm công cụ này.